# 圣地亚哥国际漫画展
圣迭戈国际漫画展（英語：Comic-Con International: San Diego，縮寫為CCI），英文通稱San Diego Comic Convention（SDCC），是一个定期在美國加利福尼亚州圣迭戈举行的大型综合会展。

## 历史和组织

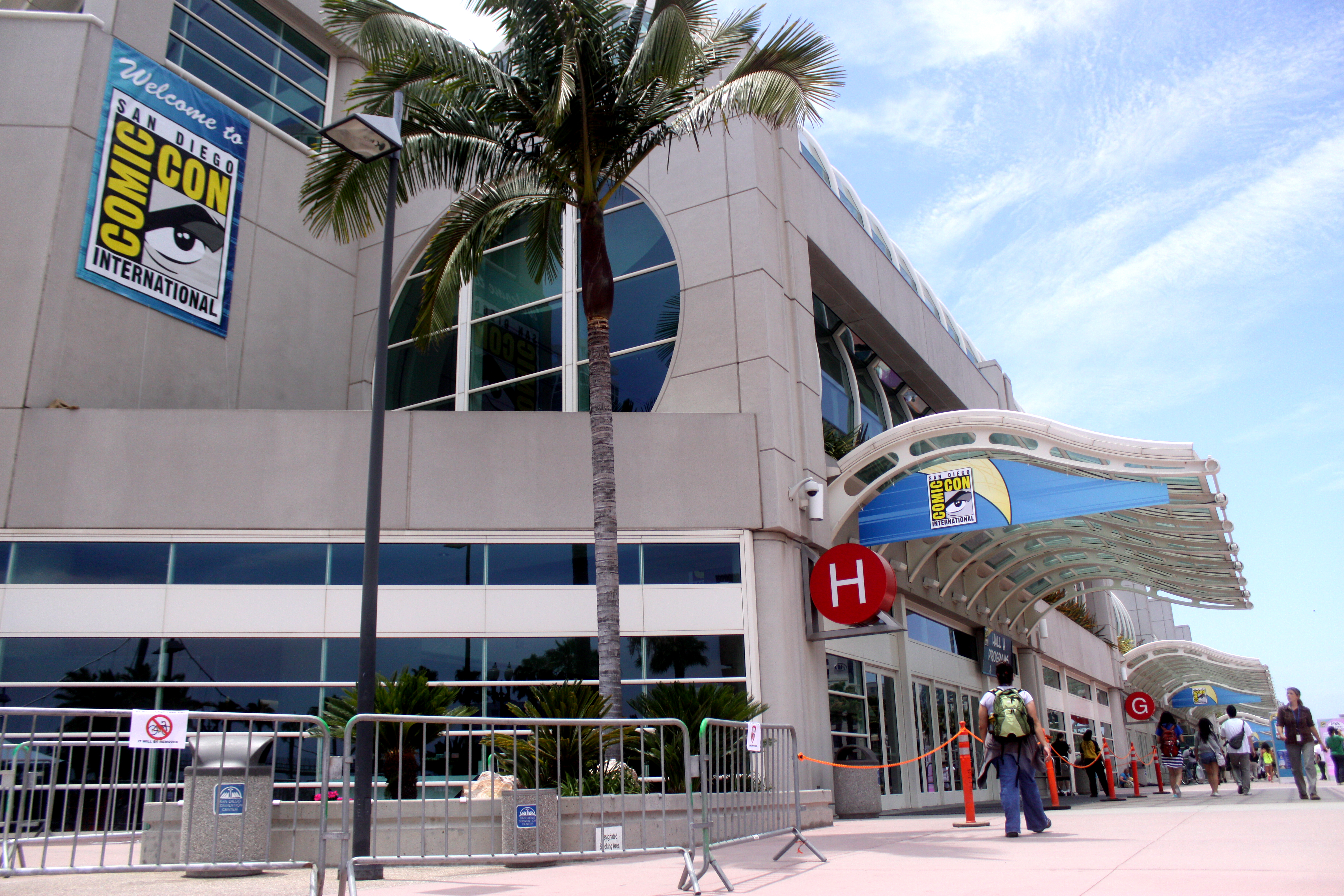
会展期间的圣迭戈会议中心

1970年3月21日，圣迭戈當地四位漫畫界人士在美國格蘭特酒店舉辦圣迭戈金州迷你漫画展（San Diego’s Golden State Comic-Minicon，「金州」是加州的別名）初試啼聲。1972年改稱圣迭戈西岸漫畫展（San Diego's West Coast Comic-Con），1973年定名圣迭戈漫畫展（San Diego Comic-Con），1995年更改為現名。
展覽會場在1979年移往會議與表演藝術中心（Convention and Performing Arts Center，CPAC）之前，除主要以柯提茲酒店外、尚有圣迭戈加利福尼亚大学及金色大廳為活動地點，1991年再遷至圣迭戈會展中心迄今。
隨著規模及影響擴大而增添生力軍，如1994年推出獨立出版展覽會，2001年納入驚奇作品展覽會至旗下。由於每年不少各地愛好者進場，也吸引獨立電影到此宣傳，像喬治·盧卡斯名氣不大時就曾參展宣傳《星際大戰》。1990年代改編自漫畫的電影風氣盛行，該漫畫展遂成好萊塢片商相關作品宣傳重心。演變至今虽然叫漫画展，但內容多元化，影视行业也宣传即将播映的作品，因此每年会展上邀請來的明星成為焦點。
2018聖地亞哥國際漫畫展於7月19日至7月22日舉行，為期4天。2020聖地亞哥國際漫畫展由於2019冠狀病毒病美國疫情影響取消，為開幕50年來首次取消。次年再度宣布取消。